# Jens Langeneke
Jens Langeneke est un footballeur allemand, né le 29 mars 1977 à Lippstadt. Il évolue au poste de défenseur central.

## Palmarès
Vierge

## Statistiques
| Saison    | Club                    | Pays              | Championnat        | Coupes nationales | Coupes d'Europe |
| --------- | ----------------------- | ----------------- | ------------------ | ----------------- | --------------- |
| 2000-2001 | SC Rot-Weiss Oberhausen | 2.Bundesliga      | 17 matchs          | 1 match           | -               |
| 2001-2002 | SC Rot-Weiss Oberhausen | 2.Bundesliga      | 12 matchs          | 3 matchs          | -               |
| 2002-2003 | SC Rot-Weiss Oberhausen | 2.Bundesliga      | 31 matchs / 2 buts | 3 matchs          | -               |
| 2003-2004 | VfL Osnabrück           | 2.Bundesliga      | 33 matchs          | 1 match           | -               |
| 2004-2005 | Rot-Weiss Ahlen         | 2.Bundesliga      | 30 matchs          | 3 matchs          | -               |
| 2005-2006 | Rot-Weiss Ahlen         | 2.Bundesliga      | 23 matchs          | 1 match           | -               |
| 2006-2007 | Fortuna Düsseldorf      | Regionalliga Nord | 27 matchs / 3 buts | -                 | -               |
| 2007-2008 | Fortuna Düsseldorf      | Regionalliga Nord | 35 matchs / 1 but  | -                 | -               |
| 2008-2009 | Fortuna Düsseldorf      | 3.Liga            | 35 matchs / 4 buts | -                 | -               |
| 2009-2010 | Fortuna Düsseldorf      | 2.Bundesliga      | 28 matchs / 5 buts | -                 | -               |
| 2010-2011 | Fortuna Düsseldorf      | 2.Bundesliga      | 32 matchs / 8 buts | 1 match           | -               |
| 2011-2012 | Fortuna Düsseldorf      | 2.Bundesliga      | 29 matchs / 9 buts | 4 matchs          | -               |
| 2012-2013 | Fortuna Düsseldorf      | Bundesliga        | 16 matchs / 2 buts | 2 matchs          | -               |

Dernière mise à jour le 19 mai 2013